# ホワイトナイツ/白夜
『ホワイトナイツ/白夜』（ホワイトナイツびゃくや、White Nights）は、1985年のアメリカ合衆国のドラマ映画。ミハイル・バリシニコフ、グレゴリー・ハインズ、イエジー・スコリモフスキ、ヘレン・ミレン、イザベラ・ロッセリーニに加え、キャリア初期のマリアム・ダボが出演している。テイラー・ハックフォード監督。

## 概要
本作の撮影はフィンランド、イングランド、スコットランド、ポルトガル、ソビエト連邦で行われた。
ハインズとバリシニコフによるダンスのほか、アカデミー歌曲賞を受賞したライオネル・リッチーによる「セイ・ユー、セイ・ミー 」、こちらもアカデミー賞候補となったスティーブン・ビショップ作曲、フィル・コリンズとマリリン・マーティン演奏による「セパレート・ライヴス」が見どころ。
監督のテイラー・ハックフォードは、本作の撮影で知り合った女優のヘレン・ミレンと、後に結婚した。

## ストーリー
世界的なバレエダンサーであったニコライ（愛称コーリャ）・ロドチェンコ（バリシニコフ）は、ソ連からアメリカに亡命した経歴を持つ。ある日、彼を乗せた東京行きの飛行機がシベリアに不時着し、ニコライはKGB幹部のチャイコ大佐（イエジー・スコリモフスキ）に発見されてしまう。
チャイコは、アフリカ系アメリカ人のタップダンサーで、ソ連への亡命者（ベトナム戦争の脱走兵）であるレイモンド・グリーンウッド（ハインズ）とコンタクトをとり、ニコライと共にレニングラードへと送った。チャイコは、キーロフ・バレエのシーズン・オープニングの夜にニコライを踊らせるため、レイモンドをニコライの見張り役にする。さらに、ソ連にとどまり続けた元ダンサーで、ニコライとかつて恋人でもあったガリーナ・イワノワ（ミレン）を使い、ニコライの説得にあたらせた。
ニコライとレイモンドとの間には、当初人種上、芸術上、そしてお互い正反対の立場にある亡命者であるということから生じた摩擦があったが、じきにこの二人のダンサーは強い友情で結ばれる。
ある日、レイモンドは、妻のダーリャ（ロッセリーニ）が妊娠していることを知る。自分の子供をソ連で育てたくないという思いからレイモンドは心を決め、ニコライと共にソ連脱出のプランを練る。まだニコライを愛していたガリーナもこの計画に手を貸した。だが、まさに計画の進行中、レイモンドは脱出せずにとどまることを選ぶ。ニコライとダーリャが、レニングラードのアメリカ領事館へと到着するまでの時間を稼ぐためだった。
すべての計画が明らかになった後、レイモンドは拘留されるが、最終的にアメリカの被拘禁者との交換が成立し、彼は妻とニコライとの再会を果たすのだった。

## 出演者
- ニコライ(コーリャ)・ロドチェンコ - ミハイル・バリシニコフ
- レイモンド・グリーンウッド - グレゴリー・ハインズ
- チャイコ大佐 - イエジー・スコリモフスキー
- ガリーナ・イワノワ - ヘレン・ミレン
- アン・ワイアット - ジェラルディン・ペイジ
- ダーリャ・グリーンウッド - イザベラ・ロッセリーニ
- ウィン・スコット -  ジョン・グローヴァー
- キリギン船長 - ステファン・グリフ
- チャック・マラレック - ウィリアム・フットキンス
- ラリー・スミス大使 - シェーン・リマー
- チャールズ - マーク・シンデン
- フランス人ガールフレンド - マリアム・ダボ
- アッシャー博士 - ダニエル・ベンザリ

## 音楽
- 「セパレート・ライヴス（英語版）」 - スティーブン・ビショップ作曲、フィル・コリンズとマリリン・マーティン演奏、全米チャートのトップに達し、アカデミー賞にノミネートされた。
- 「セイ・ユー、セイ・ミー 」 - ライオネル・リッチー、アカデミー歌曲賞を受賞。